# Festival Internacional de Cine de Moscú

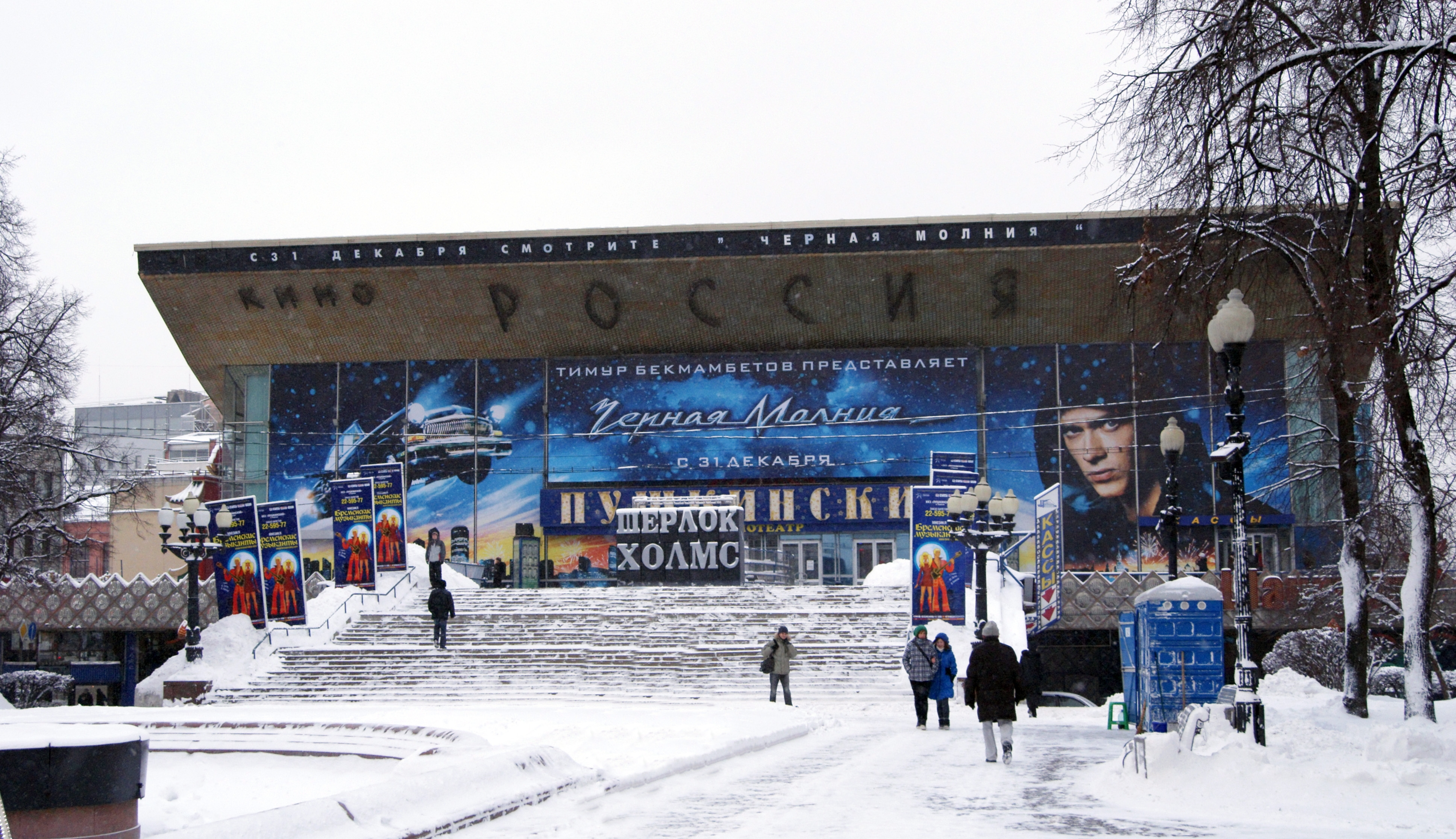
El Teatro Rossiya, sede del Festival de Cine de Moscú, el segundo más antiguo del mundo. Su premio mayor es una estatuilla que reproduce a San Jorge lanceando al dragón, símbolo de la ciudad de Moscú.

El Festival Internacional de Cine de Moscú (en ruso: Моско́вский междунаро́дный кинофестива́ль, Moskóvskiy mezhdunaródniy kinofestivál, MIFF) es un festival de cine que se realiza en la ciudad de Moscú, capital de Rusia, desde 1935. Es el segundo más antiguo del mundo, tras el Festival de Venecia. Desde 2000 se realiza anualmente en junio.

## Características
El premio mayor del festival es el San Jorge de Oro, una estatuilla de San Jorge lanceando al dragón, reproducción de la imagen que se encuentra en el escudo de armas de la ciudad. La película 8½ de Federico Fellini fue estrenada en el festival, para ganar luego el premio mayor. Nikita Mikhalkov ha sido presidente del festival desde 2000. Recientemente se ha instaurado también el Premio Stanislavsky para homenajear a los actores destacados que visitan el festival.
El Festival de Moscú es considerado por la Federación Internacional de las Asociaciones de Productores de Cine entre los más prestigiosos del mundo, junto con los festivales de Berlín, Cannes, San Sebastián, Karlovy Vary y Venecia. 

## Películas de habla hispana en el festival
En la edición de 1969, la actriz argentina Ana María Picchio ganó el premio como mejor actriz, por su actuación en Breve cielo (1969); la película mexicana La tarea (1991), a su vez, ganó una Mención especial y fue nominada al San Jorge de Oro.
En la edición de 2003, la película española La luz prodigiosa (2003), dirigida por Miguel Hermoso, ganó el San Jorge de Oro y en la de 2004, la uruguaya China Zorrilla ganó el premio como mejor actriz, por su actuación en Conversaciones con mamá (2004).  
Más tarde, en la 33.ª edición del Festival de Moscú, la película española Las olas (2010), dirigida por Alberto Morais, ganó el San Jorge de Oro.
En el XXXII Festival Internacional de Cine de Moscú (2010), la película venezolana Hermano, del director Marcel Rasquin, gana el San Jorge de Oro de manera unánime, máximo galardón por el que competían dieciséis películas, entre ellas la española A la deriva, de Ventura Pons, y cintas de países como Suecia, República Checa, Serbia, Alemania, Rusia, Turquía y Francia.

## Ganadores

### Gran Premio (1959 - 1967)
- 1959 - Sudbá cheloveka (Unión Soviética, dir. Sergei Bondarchuk)
- 1961 - La isla desnuda (Japón, dir. Kaneto Shindō) y Cielos despejados (Unión Soviética, dir. Grigori Chukhrai)
- 1963 - 8½ (Italia-Francia, dir. Federico Fellini)
- 1965 - War and Peace (Unión Soviética, dir. Sergei Bondarchuk) and Twenty Hours (Hungría, dir. Zoltán Fábri)
- 1967 - The Journalist (Unión Soviética, dir. Sergei Gerasimov) and Father (Hungría, dir. István Szabó)

### Premio de oro (1969 - 1987)
- 1969 - Lucía (Cuba, dir. Humberto Solás)

Serafino (Italia-Francia, dir. Pietro Germi)
We'll Live Till Monday (Unión Soviética, dir. Stanislav Rostotsky)
- 1971 - Confessions of a Police Captain (Italia, dir. Damiano Damiani)

Live Today, Die Tomorrow! (Japón, dir. Kaneto Shindō)
The White Bird Marked with Black (Unión Soviética, dir. Yuri Ilyenko)
- 1973 - That Sweet Word: Liberty! (Unión Soviética, dir. Vytautas Žalakevičius)

Affection (Bulgaria, dir. Ludmil Staikov)
- 1975 - The Promised Land (Polonia, dir. Andrzej Wajda)

Dersu Uzala (Unión Soviética-Japón, dir. Akira Kurosawa)
We All Loved Each Other So Much (Italia, dir. Ettore Scola)
- 1977 - The Fifth Seal (Hungría, dir. Zoltán Fábri)

El puente (España, dir. Juan Antonio Bardem)
Mimino (Unión Soviética, dir. Georgi Daneliya)
- 1979 - Christ Stopped at Eboli (Italia-Francia, dir. Francesco Rosi)

Siete días de enero (España-Francia, dir. Juan Antonio Bardem)
Camera Buff (Polonia, dir. Krzysztof Kieślowski)
- 1981 - O Homem que Virou Suco (Brasil, dir. João Batista de Andrade)

The Abandoned Field: Free Fire Zone (Vietnam, dir. Nguyen Hong Shen)
Teheran 43 (Unión Soviética-Francia-Suiza, dir. Aleksandr Alov, Vladimir Naumov)
- 1983 - Amok (Marruecos-Guinea-Senegal, dir. Souheil Ben-Barka)

Alsino y el cóndor (Nicaragua-Cuba-México-Costa Rica, dir. Miguel Littín)
Vassa (Unión Soviética, dir. Gleb Panfilov)
- 1985 - Come and See (Unión Soviética, dir. Elem Klimov)

A Soldier's Story (Estados Unidos, dir. Norman Jewison)
The Descent of the Nine (Grecia, dir. Christos Shopakhas)
- 1987 - Intervista (Italia, dir. Federico Fellini)

### San Jorge de oro (1989 - 2003)
- 1989 - The Icicle Thief (Italia, dir. Maurizio Nichetti)
- 1991 - Spotted Dog Running at the Edge of the Sea (Unión Soviética-Alemania, dir. Karen Gevorkian)
- 1993 - Me Ivan, You Abraham (Francia-Bielorrusia, dir. Yolande Zauberman)
- 1995 - no celebrado
- 1997 - Marvin's Room (Estados Unidos, dir. Jerry Zaks)
- 1999 - Will to Live (Japón, dir. Kaneto Shindō)
- 2000 - Life as a Fatal Sexually Transmitted Disease (Polonia-Francia, dir. Krzysztof Zanussi)
- 2001 - The Believer (Estados Unidos, dir. Henry Bean)
- 2002 - Resurrection (Italia-Francia, dir. Paolo and Vittorio Taviani)
- 2003 - La luz prodigiosa (Italia / España, dir. Miguel Hermoso)

### Jorge de oro (2004 -)
- 2004 - Our Own (dir. Dmitry Meskhiev, Rusia)
- 2005 - Dreaming of Space (dir. Alexei Uchitel, Rusia)
- 2006 - About Sara (dir. Othman Karim, Suecia)
- 2007 - Travelling with Pets (dir. Vera Storozheva, Rusia)
- 2008 - As Simple as That (dir. Reza Mirkarimi, Irán)
- 2009 - Pete on the Way to Heaven (dir. Nikolay Dostal, Rusia)
- 2010 - Hermano (dir. Marcel Rasquin, Venezuela)
- 2011 - Las olas (dir. Alberto Morais, España)
- 2012 - Junkhearts (dir. Tinge Krishnan, Reino Unido)
- 2013 - Particle (dir. Erdem Tepegöz, Turquía)
- 2014 - Watashi no Otoko (dir. Kazuyoshi Kumakiri, Japón)
- 2015 - Karatsi (dir. Ivaylo Hristov, Bulgaria)
- 2016 - Dokhtar (dir. Reza Mirkarimi, Irán)
- 2017 - Crested Ibis (dir. Liang Qiao, China)
- 2023 - Three Brothers (dir. Francisco J. Paparella, Chile y Argentina)
- 2024 - Shame (dir. Miguel Salgado, México y Catar)